# Footloose
Footloose – amerykański film z 1984 roku w reżyserii Herberta Rossa. Początkowo film został dość nisko oceniony przez krytykę, nie stał się również sukcesem komercyjnym. Jego atutem od samego początku była natomiast ścieżka dźwiękowa, dzięki której film jest dzisiaj uznawany za jedną z kultowych produkcji lat 80 XX w., młodzieżowym musicalem stawianym na równi z obrazami, takimi jak Gorączka sobotniej nocy, Sława, Flashdance czy Dirty Dancing.
W 2011 roku został zrealizowany remake filmu pod tym samym tytułem.

## Opis fabuły
Footloose opowiada historię Rena McCormacka (granego przez Kevina Bacona), nastolatka wychowanego w Chicago. McCormack wprowadza się do małego miasteczka, w którym radni wprowadzili zakaz tańczenia i słuchania muzyki rockowej. Drażniący swoją wielkomiejskością władze szkoły i lokalną policję Ren, buntuje rówieśników będących w ostatniej klasie liceum i namawia ich do zorganizowania balu maturalnego, wbrew zakazowi radnych miasteczka. Głównym problemem jest ominięcie zakazu i przekonanie miejscowego wielebnego Shawa Moore’a (granego przez Johna Lithgowa), by wyraził on swoje poparcie dla pomysłu młodzieży. Nie jest to proste zadanie, ponieważ wielebny Moore odgrywa znaczącą rolę wśród władz miasta i jego mieszkańców, wyznaczając sobie misję chronienia młodzieży przed zepsuciem i zgorszeniem płynącym z tańca, muzyki rockowej i nieodpowiedniej literatury. Genezą jego postawy jest nieszczęśliwy wypadek sprzed lat, w którym zginęło pięcioro młodych ludzi wracających z imprezy, w tym syn pastora. W końcu bal odbywa się poza granicami jurysdykcji władz miasta i pomimo próby rozbicia go przez miejscowych chuliganów okazuje się wielkim sukcesem młodości, muzyki i tańca.
Film był luźno oparty na autentycznych wydarzeniach z 1979 roku, które miały miejsce w małej wiejskiej społeczności rolniczej zamieszkałej w Elmore City, leżącej w stanie Oklahoma. Większość filmu była kręcona w hrabstwie Utah w stanie Utah.

## Produkcja
Twórcą scenariusza był Dean Pitchford, który napisał również większość muzyki. Film wyreżyserował Herbert Ross a był wyprodukowany przez Paramount Pictures.
Zdobywca Oscara, reżyser Michael Cimino, był początkowo zatrudniony jako reżyser przez wytwórnię Paramount. Jednak zbyt wysokie wymagania stawiane przez niego w czasie produkcji filmu spowodowały, że wytwórnia Paramount zastąpiła go Herbertem Rossem.

## Obsada
Footloose był jednym z pierwszych filmów w karierze filmowej Sary Jessiki Parker, która zagrała rolę Rusty, najlepszej przyjaciółki Ariel. Była to także jedna z pierwszych ról Chrisa Penna odtwarzającego postać Willarda Hewitta, nieumiejącego tańczyć najlepszego przyjaciela Rena. W filmie Footloose wystąpiła również Lori Singer jako Ariel, zbuntowana córka wielebnego Moore'a. Dianne Wiest zagrała rolę Vi, oddanej żony wielebnego.

- Kevin Bacon jako Ren McCormack
- Lori Singer jako Ariel Moore
- John Lithgow jako wielebny Shaw Moore
- Dianne Wiest jako Vi Moore
- Chris Penn jako Willard Hewitt III
- Sarah Jessica Parker jako Rusty
- John Laughlin jako Woody
- Elizabeth Gorcey jako Wendy Jo
- Frances Lee McCain jako Ethel McCormack
- Jim Youngs jako Chuck Cranston

## Zdjęcia filmowe
Film był kręcony w różnych miejscach hrabstwa Utah. Liceum (w rzeczywistości Payson High School) i scena z traktorami była kręcona w mieście Payson (hrabstwo Utah) i jego okolicach. Sceny z kościoła kręcono w mieście American Fork, (hrabstwo Utah). Sceny ze stalowni były nakręcone w mieście Vineyard w stalowni Geneva Steel Mill, hrabstwo Utah. Końcowe sceny (bal maturalny) były filmowane w mieście Lehi (hrabstwo Utah) w młynie Roller Mill.

## Ścieżka dźwiękowa
Ścieżka dźwiękowa z filmu była wydana na kasecie magnetofonowej, płycie gramofonowej i CD. W piętnastą rocznicę od nakręcenia filmu muzyka z niego była ponownie wydana na CD, która zawierała dodatkowo cztery nowe utwory. „Bang Your Head (Metal Health)” przez Quiet Riot, „Hurts So Good” przez John Cougar Mellencamp, „Waiting for a Girl Like You” przez Foreigner, i wydłużony utwór nr 12 remix „Dancing in the Streets”.
1. „Footloose” – Kenny Loggins
2. „Let’s Hear It for the Boy” – Deniece Williams
3. „Almost Paradise (Love Theme)” – Mike Reno (Loverboy) i Ann Wilson (Heart)
4. „Holding Out for a Hero” – Bonnie Tyler
5. „Dancing In The Sheets” – Shalamar
6. „I’m Free (Heaven Helps the Man)” – Kenny Loggins
7. „Somebody’s Eyes” – Karla Bonoff
8. „The Girl Gets Around” – Sammy Hagar
9. „Never” – Moving Pictures